# Societat Química de França
La Societat Química de França (en francès i oficialment, Société Chimique de France, també coneguda per les seves sigles SFC) és una societat científica i associació professional, fundada el 1857 per a representar els diversos interessos dels químics francesos a nivell local, nacional i internacional.
Aquesta societat científica va seguir el model de la Societat Química Britànica (British Chemical Society), que va ser precursora de la Royal Society of Chemistry. Com la seva anàloga britànica, l'associació francesa va tractar de fomentar la comunicació de noves idees i fets a França i en l'àmbit internacional.
Va començar l'edició de la revista científica Bulletin de la Société Chimique de Paris, després convertida en el Bulletin de la Société Chimique de France el 1858.
A la fi del segle XX , la societat es va convertir en membre de ChemPubSoc Europe, una organització que agrupa 16 societats químiques europees. Aquest consorci europeu es va establir en la dècada de 1990 amb motiu de la fusió de moltes revistes químiques propietat de les societats nacionals de química de cada país.